# Österreichische Fußball-Bundesliga
Österreichische Fußball-Bundesliga är Österrikes högstadivision i fotboll för herrar.

## Historia
En österrikisk högsta liga existerar sedan 1911, men fram till 1938 omfattade den enbart Wien med omnejd, dock accepterades ligans vinnare även som mästare för hela Österrike eftersom de Wienska lagen ansågs vara de starkaste i hela landet. Sedan säsongen 1949/50 deltar lag från hela Österrike. Österrikes högstadivision hette tidigare Staatsliga. Först 1965 tog Österrikes Fotbollsförbund över organiseringen av högstaserien, som då fick namnet Nationalliga. Säsongen 1974/75 ersattes Nationalliga av Bundesliga, som då blev en tiolagsserie. Sedan 1991 är Bundesliga en fristående sammanslutning utanför Österrikes Fotbollsförbunds kontroll (likt Premier League i England) och bestod av tio klubbar fram till säsongen 2018/19 då ligan utökades till tolv klubbar.

## Klubbar 2019/20
Följande klubbar deltog i Österreichische Fußball-Bundesliga säsongen 2019/20.
| Klubb                 | Förbundsland     | Stad             | Arena                    | Kapacitet |
| --------------------- | ---------------- | ---------------- | ------------------------ | --------- |
| Admira Wacker Mödling | Niederösterreich | Maria Enzersdorf | BSFZ-Arena               | 10 800    |
| Austria Wien          | Wien             | Wien             | Generali Arena           | 17 500    |
| LASK Linz             | Oberösterreich   | Linz             | Waldstadion Pasching     | 7 870     |
| Rapid Wien            | Wien             | Wien             | Allianz Stadion          | 28 000    |
| Red Bull Salzburg     | Salzburg         | Wals-Siezenheim  | Red Bull Arena           | 30 188    |
| Rheindorf Altach      | Vorarlberg       | Altach           | Stadion Schnabelholz     | 8 500     |
| St. Pölten            | Niederösterreich | Sankt Pölten     | NV Arena                 | 8 000     |
| Sturm Graz            | Steiermark       | Graz             | Merkur-Arena             | 15 323    |
| Mattersburg           | Burgenland       | Mattersburg      | Pappelstadion            | 17 100    |
| Hartberg              | Steiermark       | Hartberg         | Profertil Arena Hartberg | 4 500     |
| Wolfsberg             | Kärnten          | Wolfsberg        | Lavanttal-Arena          | 7 300     |
| Wattens               | Tyrolen          | Wattens          | Alpenstadion             | 5 500     |

## Mästare
- 1974/75 SSW Innsbruck
- 1975/76 Austria Wien
- 1976/77 SSW Innsbruck
- 1977/78 Austria Wien
- 1978/79 Austria Wien
- 1979/80 Austria Wien
- 1980/81 Austria Wien
- 1981/82 Rapid Wien
- 1982/83 Rapid Wien
- 1983/84 Austria Wien
- 1984/85 Austria Wien
- 1985/86 Austria Wien
- 1986/87 Rapid Wien
- 1987/88 Rapid Wien
- 1988/89 Swarovski Tirol
- 1989/90 Swarovski Tirol
- 1990/91 Austria Wien
- 1991/92 Austria Wien
- 1992/93 Austria Wien
- 1993/94 Austria Salzburg
- 1994/95 Austria Salzburg
- 1995/96 Rapid Wien
- 1996/97 Austria Salzburg
- 1997/98 Sturm Graz
- 1998/99 Sturm Graz
- 1999/00 Tirol Innsbruck
- 2000/01 Tirol Innsbruck
- 2001/02 Tirol Innsbruck
- 2002/03 Austria Wien
- 2003/04 Grazer
- 2004/05 Rapid Wien
- 2005/06 Austria Wien
- 2006/07 Red Bull Salzburg
- 2007/08 Rapid Wien
- 2008/09 Red Bull Salzburg
- 2009/10 Red Bull Salzburg
- 2010/11 Sturm Graz
- 2011/12 Red Bull Salzburg
- 2012/13 Austria Wien
- 2013/14 Red Bull Salzburg
- 2014/15 Red Bull Salzburg
- 2015/16 Red Bull Salzburg
- 2016/17 Red Bull Salzburg
- 2017/18 Red Bull Salzburg
- 2018/19 Red Bull Salzburg
- 2019/20 Red Bull Salzburg
- 2020/21 Red Bull Salzburg
- 2021/22 Red Bull Salzburg
- 2022/23 Red Bull Salzburg
- 2023/24 SK Sturm Graz